# 2-アダマンタノール
| 2-アダマンタノール                   | 2-アダマンタノール              |
| ------------------------------------ | ------------------------------- |
| 2-アダマンタノールのスティックモデル |                                 |
| IUPAC名                              | 2-アダマンタノール（許容慣用名) |
| 分子式                               | C10H16O                         |
| 分子量                               | 152.24                          |
| CAS登録番号                          | 700-57-2                        |
| 形状                                 | 無色固体                        |
| 融点                                 | 260-265 °C                      |
| SMILES                               | OC2C1CC3CC(C1)CC2C3             |

2-アダマンタノール (2-adamantanol) は有機化合物の一種で、アダマンタンの2位にある2級C-H結合の1つがアルコール (C-OH) に置き換わったものである。

## 合成
2-アダマンタノンを還元して合成する。アダマンタンから直接合成することは極めて困難である。